# Bauer Cup 1997
Il Bauer Cup 1997 è stato un torneo di tennis facente parte della categoria ATP Challenger Series nell'ambito dell'ATP Challenger Series 1997. Il torneo si è giocato a Eckental in Germania dal 20 al 26 ottobre 1997 su campi in sintetico indoor.

## Vincitori

### Singolare
Rainer Schüttler ha battuto in finale  Petr Luxa con il punteggio di 6–4, 6–1

### Doppio
Lars Rehmann /  Rainer Schüttler hanno battuto in finale  Georg Blumauer /  Maks Mirny con il punteggio di 6–4, 1–6, 6–3